# Virginia Slims of Pennsylvania 1985
Il Virginia Slims of Pennsylvania 1985 è stato un torneo di tennis giocato sul sintetico indoor. È stata la 6ª edizione del torneo, che fa parte del Virginia Slims World Championship Series 1985. Si è giocato a Hershey, vicino a Filadelfia negli Stati Uniti, dal 25 febbraio al 3 marzo 1985.

## Campionesse

### Singolare
Robin White ha battuto in finale  Anne Minter con il punteggio di 6–7, 6–2, 6–2

### Doppio
Mary Lou Daniels /  Robin White hanno battuto in finale  Lea Antonoplis /  Wendy White con il punteggio di 6–4, 7–6